# Stefano Perrotta
Stefano Perrotta (Catanzaro, 26 dicembre 1949) è un allenatore di pallacanestro italiano.
Ha allenato in Serie A1 la Calabria Latte Catanzaro.

## Palmarès
- Promozione dalla Serie A2 all'A1: 1
Catanzaro 1989-90